# Johann Christian Edelmann

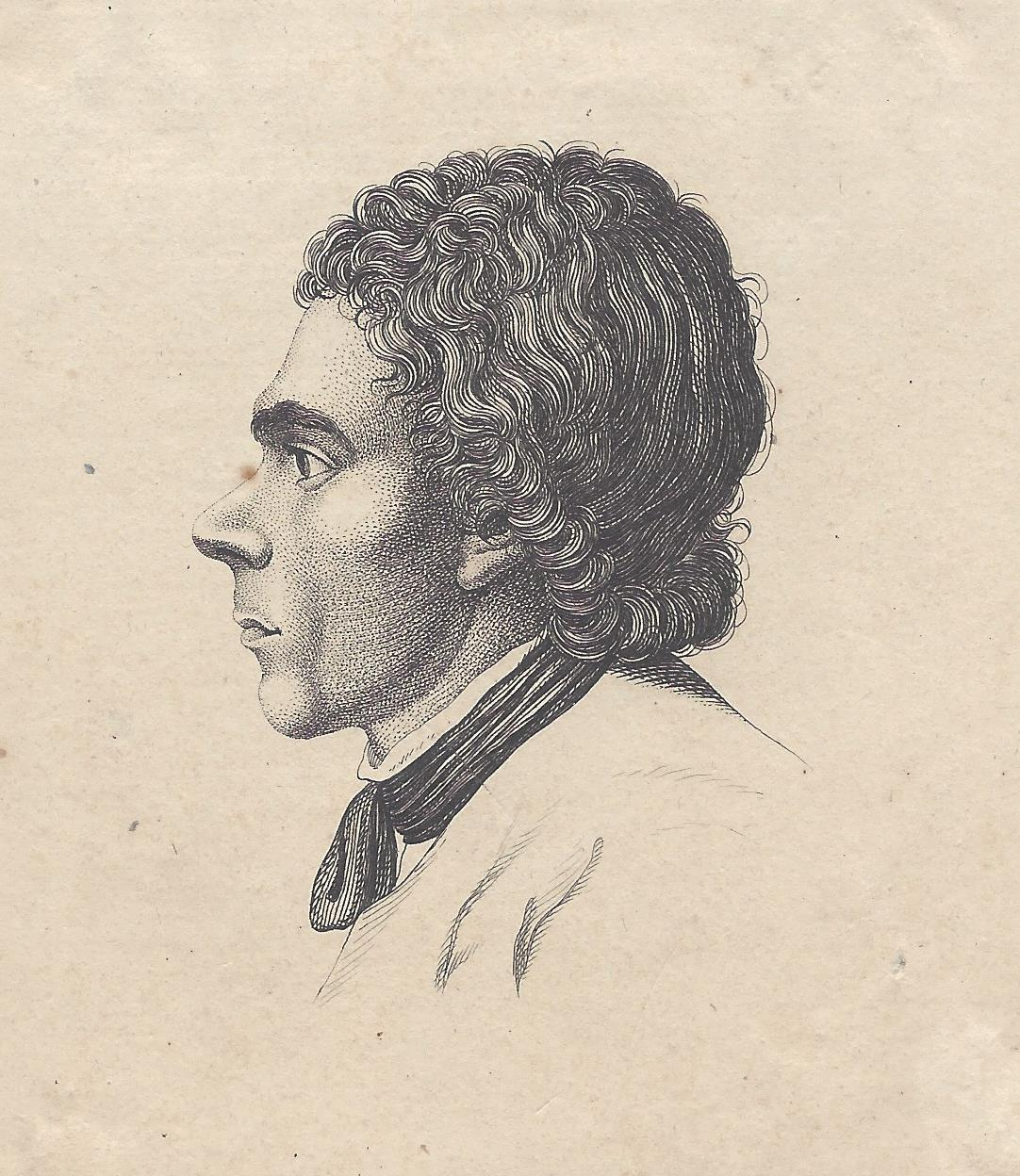
Johann Christian Edelmann.

Johann Christian Edelmann, född 9 juli 1698 i Weissenfels, död 15 februari 1767 i Berlin, var en tysk pietist och fritänkare. 
Edelmann utgav en mängd skrifter, bland annat Unschuldige Wahrheiten (1735–1743), Christus und Belial (1741) och Die Göttlichkeit der Vernunft (1742), i vilka han – i ett kraftigt, men rått och hånfullt språk – från mystisk-panteistisk ståndpunkt angrep all positiv religion, varför han som en fredlös jagades från den ena orten till den andra, tills han slutligen 1749 av Fredrik II fick en fristad i Berlin mot löfte att ej vidare låta trycka något. Ett urval av hans skrifter utgavs 1847 av David Strauss och Bruno Bauer, hans självbiografi 1849 av Karl Rudolf Wilhelm Klose.